# Fushigi na kusuri
 (octobre 2024).
Si vous disposez d'ouvrages ou d'articles de référence ou si vous connaissez des sites web de qualité traitant du thème abordé ici, merci de compléter l'article en donnant les références utiles à sa vérifiabilité et en les liant à la section « Notes et références ».
Pour plus de détails, voir Fiche technique et Distribution.
Fushigi na kusuri (ふしぎなくすり) est un film d'animation en volume réalisé par Tadanari Okamoto datant de 1965. Le titre a été traduit en anglais sous le nom de The Mysterious Medicine.
Ce court métrage a remporté la 4e édition du prix Noburō Ōfuji parmi les récompenses Mainichi.

## Synopsis
Deux voleurs cherchent à dérober le nouveau remède du professeur Hakase, mais ces derniers sont entravés par un corbeau et l'apprenti du professeur...